# ژاک کورو
ژاک کورو (فرانسوی: Jacques Coutrot‎; ۱۰ آوریل ۱۸۹۸ – ۱۷ سپتامبر ۱۹۶۵) شمشیرباز اهل فرانسه بود.
وی همچنین برندهٔ جوایزی همچون لژیون دونور (شوالیه) شده‌است.
وی در مسابقات کشوری و بین‌المللی در مجموع برندهٔ ۱ مدال طلا، ۱ مدال نقره شده‌است.